# Mosura (film 1996)
Mosura (モスラ? lett. "Mothra") è un film del 1996 diretto da Okihiro Yoneda avente come protagonista Mothra.

## Trama
Durante i lavori di un cantiere viene rimosso un sigillo che avrebbe dovuto tenere imprigionato il terribile mostro tricefalo Desghidorah. Il kaiju si scatena, assorbendo l'energia delle piante e della terra e rendendo arido e sterile tutto ciò che si trova sul suo cammino. Le minuscole fatine Elias, Moll e Lora, invocano l'aiuto della loro divinità, Mothra. La falena però è anziana e indebolita dalla sua recente maternità, e, nonostante l'aiuto del figlio appena uscito dall'uovo, viene uccisa da Desghidorah. La progenie della divinità, però, dopo il passaggio dallo stato larvale a quello di falena, riesce a sconfiggere l'avversario e a confinarlo una volta per tutte.